# Поток (Римавска Собота)
Поток (слч. Potok) насељено је мјесто са административним статусом сеоске општине (слч. obec) у округу Римавска Собота, у Банскобистричком крају, Словачка Република.

## Становништво
| Година:    | 1994. | 2004.    | 2014.    | 2024.    |
| ---------- | ----- | -------- | -------- | -------- |
| Број људи: | 58    | 36       | 41       | 21       |
| Разлика:   |       | -37,93 % | +13,88 % | -48,78 % |

| Година:    | 2023. | 2024.    |
| ---------- | ----- | -------- |
| Број људи: | 19    | 21       |
| Разлика:   |       | +10,52 % |

Према подацима о броју становника из 2011. године насеље је имало 49 становника.